# Filippo Galli
Filippo Galli (Monza, 19 mei 1963) is een voormalig Italiaans profvoetballer die vooral bekend is van zijn periode bij AC Milan.

## Clubcarrière
Galli begon zijn carrière in 1981 bij AC Milan, maar kwam tijdens het eerste seizoen niet aan spelen toe. Na een verhuurperiode aan Pescara, maakte hij uiteindelijk in 1983 zijn debuut voor de club uit Milaan. In de vijftien jaar waarin de verdediger de club trouw bleef, won Galli ongeveer alle prijzen die op clubniveau te behalen zijn. Ondanks de aanwezigheid van topverdedigers als Franco Baresi, Paolo Maldini en Alessandro Costacurta kwam Galli toch tot ruim 300 optredens voor de club. In 1996 nam Galli afscheid van AC Milan en vertrok hij naar AC Reggiana.
Na twee seizoenen maakte hij de overstap naar Brescia om vervolgens in 2001 op 38-jarige leeftijd nog te verhuizen naar Engeland. Omdat zijn contract bij Brescia niet werd verlengd maakte hij de transfervrije overstap naar Watford, waar Gianluca Vialli trainer was. Na één seizoen hield hij het voor gezien en sloot hij bij Pro Sesto, in de Serie C2, zijn lange loopbaan op 41-jarige leeftijd af.

## Interlandcarrière
Galli speelde nooit voor het nationale elftal van Italië maar kwam wel uit voor de vertegenwoordigde jeugdelftallen onder 21 en 23 jaar. Ook nam hij met het Olympische elftal deel aan de Spelen van 1984.

## Erelijst
AC Milan
- Serie A: 1987/88, 1991/92, 1992/93, 1993/94, 1995/96
- UEFA Champions League: 1988/89, 1989/90, 1993/94
- Wereldbeker voor clubteams: 1989, 1990
- Europese Supercup: 1989, 1990, 1994
- Supercoppa Italiana: 1988, 1992, 1993, 1994